# Geneva Whoppers 2023
Questa voce raccoglie le informazioni riguardanti i Geneva Whoppers nelle competizioni ufficiali della stagione 2023.

## Lega C 2023

### Stagione regolare
| 16 aprile 2023 2ª giornata | Lausanne LUCAF Owls | 6 – 7 | Geneva Whoppers |  |

| 23 aprile 2023 3ª giornata | Geneva Whoppers | 16 – 18 | Lausanne LUCAF Owls |  |

| 7 maggio 2023 5ª giornata | Morges Bandits | 0 – 27 | Geneva Whoppers |  |

| 14 maggio 2023 6ª giornata | Fribourg Cardinals | 18 – 25 | Geneva Whoppers |  |

| 27 maggio 2023 8ª giornata | Geneva Whoppers | 42 – 17 | Neuchâtel Knights |  |

| 4 giugno 2023 9ª giornata | Geneva Whoppers | 27 – 12 | Fribourg Cardinals |  |

| 10 giugno 2023 10ª giornata | Geneva Whoppers | 36 – 10 | Morges Bandits |  |

| 18 giugno 2023 11ª giornata | Neuchâtel Knights | 15 – 31 | Geneva Whoppers |  |

### Playoff
| 1º luglio 2023 Semifinale | Zurich State Spartans | 21 – 23 | Geneva Whoppers |  |

| 8 luglio 2023 Finale | Lausanne LUCAF Owls | 39 – 7 | Geneva Whoppers |  |

## Statistiche di squadra
| Competizione      | %Vittorie | In casa | In casa | In casa | In casa | In casa | In casa | In trasferta | In trasferta | In trasferta | In trasferta | In trasferta | In trasferta | Totale | Totale | Totale | Totale | Totale | Totale |
| Competizione      | %Vittorie | G       | V       | N       | P       | Pf      | Ps      | G            | V            | N            | P            | Pf           | Ps           | G      | V      | N      | P      | Pf     | Ps     |
| ----------------- | --------- | ------- | ------- | ------- | ------- | ------- | ------- | ------------ | ------------ | ------------ | ------------ | ------------ | ------------ | ------ | ------ | ------ | ------ | ------ | ------ |
| Stagione regolare | .875      | 4       | 3       | 0       | 1       | 121     | 57      | 4            | 4            | 0            | 0            | 90           | 39           | 8      | 7      | 0      | 1      | 211    | 96     |
| Playoff           | .500      | 0       | 0       | 0       | 0       | 0       | 0       | 2            | 1            | 0            | 1            | 30           | 60           | 2      | 1      | 0      | 1      | 30     | 60     |
| Totale            | .800      | 4       | 3       | 0       | 1       | 121     | 57      | 6            | 5            | 0            | 1            | 120          | 99           | 10     | 8      | 0      | 2      | 241    | 156    |